# Tunnel de Ramdane
Le tunnel de Ramdane, en monotube, est situé au niveau d’Oued Djer dans la wilaya de Blida.
Il fait partie de la ligne de voie ferrée entre les villes d'El Affroun et celle de Khemis Miliana d'une longueur de 2 869 mètres.

## Intervenants
- Maître d'ouvrage : Agence nationale d’études et de suivi de la réalisation des investissements ferroviaires, Anesrif.
- Entreprise de réalisation : Özgün İnşaat.
- Maître d’œuvre : Systra (France) et Poyry (Allemagne)